# Alkonost (groupe)
Pour les articles homonymes, voir Alkonost (homonymie).
Alkonost est un groupe de metal russe formé à Naberezhnye Chelny, dans le Tatarstan (Russie) en 1995. Ne jouissant à ses débuts que d'une notoriété assez confidentielle, le groupe trouve peu à peu son public, d'abord en Russie, puis par la suite en Europe de l'est et jusqu'en Europe occidentale.

## Influences
Les paroles des chansons sont en grande partie inspirées du paganisme et de divers mythes russes, tandis que les airs s'inspirent de la musique folklorique locale. Cependant, les arrangements et riffs de guitare appartiennent plutôt au power metal, death metal et metal symphonique, avec des refrains incorporés à des solos de lead, un usage fréquent du shred (caractéristique du power metal), un chant guttural (caractéristique du death metal) et parfois des voix féminines de type soprano (que l'on entend couramment dans les groupes dits symphoniques). Cet usage d'éléments divers a conduit le groupe à se trouver catégorisé dans les trois sous-genres à la fois, voire à être parfois considéré comme du doom metal ou du folk metal (à tort, dans ce dernier cas, car la musique d'Alkonost ne comprend pas d'instruments folkloriques).

## Biographie
Le groupe a été créé et conceptualisé par le bassiste Elk, désireux de faire fusionner l'influence folklorique russe avec le timbre plus moderne du metal. Après avoir enregistré quelques démos expérimentales, Elk décide de passer à la guitare lead et recrute Alex Solovyov ('Nightbird' de son surnom) comme bassiste. En 1997, le groupe fait une première tournée sur un circuit local et sort une première démo promotionnelle, nommée Shadows of Timeless, ainsi qu'une seconde démo, Shadows of Glory, sortie peu après. En 1998, Vladimir Lousshin est recruté à la batterie et le groupe enregistre son premier album studio, Songs Of The Eternal Oak. Afin d'améliorer le son, un quatrième musicien, Almira, est recruté l'année suivante pour s'occuper des parties clavier.
En 2000, Songs Of The Eternal Oak sort avec le label Beverina. Le groupe tourne une vidéo promotionnelle et, à la fin de l'année, la chanteuse soprano Alyona rejoint le groupe. Avec cinq musiciens à son bord, Alkonost enregistre une nouvelle démo, Spirit Tending To Revolt, en décembre 2000. L'année suivante, Vladimir Lousshin quitte le groupe et est remplacé par Anton Chepigin à la batterie. Une autre démo, Nevedomye Zemli (« Terres Inconnues »), ainsi qu'une autre vidéo promo, suivent.
À ce moment-là, le groupe commence à être connu hors de Russie. Il attire l'attention d'auditeurs et de producteurs étrangers, ce qui lui permet de signer avec un label plus important, Metalism Records. Un album éponyme (Alkonost) est enregistré en juillet 2002. Après quoi, les albums Between The Worlds et The Path We've Never Made sortent en 2004 et 2006.

## Membres

### Membres actuels
- Almira Fathullina : clavier
- Alena Pelevin : chant
- Alexey "Nightbird" Solovyov : basse
- Anton Chepigin : batterie
- Dmitriy Sokolov : guitare
- Andrey Losev : guitare

### Anciens membres
- Vladimir Lushin : batterie

## Discographie

### Albums studio
- 2000 - Songs of the Eternal Oak
- 2004 - Between the Worlds
- 2006 - Межмирье - Mezhmir'je (Between the Worlds) - Version russe de l'album de 2004 "Between the Worlds"
- 2006 - Путь непройденный - Put' Neprojdennyj (The Path We've Never Made)
- 2007 - Каменного сердца кровь - Kamennogo serdtsa krov' - (Stone Heart Blood)
- 2010 - На крыльях зова - Na kryl'yakh zova (On The Wings Of The Call)
- 2013 - Сказки странствий - Skazki stranstviy (Tales of Wandering)
- 2016 - Песни белой лилии - Pesni beloy lilii (Songs of the White Lily)

### DVD
- 2008 - In Front of the Arkona Walls

### Compilations
- 2001 - Memoris (compilation des Shadows of Glory, Shadows of Timeless et de Spirit Tending to Revolt, démos)
- 2002 - Alkonost (compilation des Songs of the Eternal Oak album avec le Spirit Tending to Revolt, démo)
- 2004 - Rodnaya Zeml'a (compilation de Between the Worlds album avec deux morceaux en live)
- 2007 - Pesni Vechnogo Dreva (re-recording de la compilation d'Alkonost en langue russe)

### Démos
- 1997 - Shadows of Glory
- 1997 - Shadows of Timeless
- 2000 - Spirit Tending to Revolt
- 2001 - Nevedomyje Zemli